# Ácido bórico
Ácido bórico, ácido ortobórico, ou ortoborato de hidrogênio é um composto químico de fórmula H3BO3. Ácido médio, existente na forma de cristais incolores ou sob a forma de um pó branco.

## Usos
- É frequentemente utilizado como insecticida relativamente atóxico, para matar baratas, cupins, formigas, pulgas e muitos outros insetos. Pode ser utilizado diretamente sob a forma de pó em pulgas, misturando-o com açúcar de confeiteiro como atrativo para as formigas e baratas.
- Pode ser utilizado como um antisséptico unicamente em pequenas feridas ou queimaduras.
- Usa-se ainda, o ácido, como adubo e fertilizantes.
- Também é utilizado em diminuição de radioatividade em acidentes radioativos, como Chernobyl  e Fukushima

## Ocorrência
A maior fonte de boratos do mundo são as minas a céu aberto no Vale da Morte, Califórnia, EUA e a Eti Mine Works, na Turquia.

## Produção
Ácido bórico é produzido normalmente de minerais contendo boratos pela reação com ácido sulfúrico.

## Primeiros socorros
- Inalação: remover a vítima para um local ventilado e mantê-la em uma posição que não dificulte a respiração. Em caso de persistência da irritação das vias respiratórias ou da dificuldade em respirar, consultar um médico. Levar a FISPQ (Ficha de Informação de Segurança para Produtos Químicos) do ácido bórico.[2][3][4]
- Contato com os olhos: lavar os olhos com água corrente por, pelo menos,15 minutos. Se a vítima usar lentes de contato, retirá-las (desde que possível). Em caso de manutenção da irritação ocular, procurar atendimento médico. Levar a FISPQ do produto.
- Contato com a pele: retirar roupas e calçados contaminados e lavar a pele com água corrente de forma abundante. Se houver permanência dos sintomas, procurar assistência médica. Lavar as vestimentas contaminadas antes do reuso.
- Ingestão: se a vítima estiver consciente, lavar a boca com água e ingerir água fresca. Se estiver inconsciente, realizar manobras padrões e comuns de reanimação. Buscar, em ambos os casos, atendimento médico urgente. Levar a FISPQ do ácido bórico.